# Vandelliinae
Die zu den Schmerlenwelsen (Familie Trichomycteridae) gehörenden Vertreter der Unterfamilie Vandelliinae werden in ihrer Heimat Brasilien von den Indios und Caboclos Candirúes genannt, im Nordosten Brasiliens aber Caneros. Sie werden mitunter auch als Harnröhrenwelse oder Penisfische bezeichnet.

## Verbreitung
Vandelliinae sind im Amazonasbecken heimische Süßwasserfische; sie leben auf Sandböden.

## Merkmale
Vandelliinae im eigentlichen Sinn werden von 2,7 cm (Paracanthopoma parva) bis zu 17 cm (Vandellia cirrhosa) lang. Sie sind extrem schlank, große Arten wurmförmig. Sie haben nadelförmige Zähnchen, mit denen sie die Aorta der Wirtsfische perforieren können. Alle Arten besitzen hinter den Kiemen Haken, mit denen sie sich nicht nur festhalten, sondern die sie auch dazu benutzen können, an geeignetem Untergrund hochzuklettern.

## Lebensweise
Vandelliinae leben hämatophag, das heißt, sie ernähren sich endoparasitisch vom Blut großer Fische. Sie lauern auf dem Sandgrund, von einer dünnen Schicht Sand bedeckt, auf vorbeischwimmende Großfische (z. B. Großwelse der Familie der Antennenwelse). Sie beißen dort in die Kiemenaorta und werden durch den Herzschlag der Wirtsfische mit Blut versorgt und müssen nicht aktiv saugen (die Bezeichnung Blutsaugende Welse ist daher irreführend). Nach wenigen Minuten haben sie ihren Verdauungstrakt mit Blut gefüllt und verlassen die Kiemenhöhlen wieder, sinken daraufhin zu Boden, wo sie im Ruhezustand die Mahlzeit über mehrere Tage verdauen.
Es wurde beobachtet, dass manche Arten in großer Zahl, sogar zu tausenden, noch lebende aber durch Gefangennahme angeschlagene Großwelse geradezu überfallen. Von anderen attackierten Fischen (z. B. dem Schwarzen Pacu (Colossoma macropomum)) ist bekannt geworden, dass sie in der Lage sind, sich gegen den Befall mit Candirús zu wehren, indem sie ihre Kiemendeckel zudrücken oder die Brustflosse zu Hilfe nehmen, um die Candirús abzuwischen.

### Mythos des Eindringens in die Harnröhre
Von der indigenen Bevölkerung wurde berichtet, dass Vandelliinae, insbesondere Vandellia cirrhosa, durch ins Wasser urinierende Säugetiere oder Menschen angelockt werden und es könne dazu kommen, dass die Welse in die Harnröhre einschwimmen. Die Indigenen in den betroffenen Gebieten schnüren sich beim Baden deshalb ihre Geschlechtsteile zu oder schützen sich durch spezielle Kleidungsstücke. Schon früh führten teils unsachgemäße Beobachtungen und Schlussfolgerungen zu wahren Horrorvorstellungen, wonach befallene Männer ihr Leben nur durch Selbstkastration retten können.
Da Knochenfische über ihre Kiemen einen Teil ihrer Stoffwechselprodukte abatmen, insbesondere Harnstoff, Ammoniak und Ammonium, klangen die Berichte der indigenen Bevölkerung über Attacken durch Vandelliinae plausibel. Es wurde vermutet, dass sie in Richtung der stärkeren Konzentration schwimmen und so zur Quelle des Harnstoffs gelangen, normalerweise den Kiemen der Fische, aber auch zu den Harnröhren badender Landlebewesen und Menschen. Somit erhielten sie ihre Trivialnamen Harnröhrenwelse oder Penisfische.
Der erste Bericht über dieses Verhalten stammt von dem deutschen Biologen Carl Friedrich Philipp von Martius aus dem Jahr 1829.
In der Harnröhre seien Vandelliinae jedoch nicht lebensfähig, sie sollen sich deshalb im Todeskampf mit ihren Kiemenhaken verhaken und absterben. Es wurde berichtet, dass sich ihre Kadaver oft nur durch einen operativen Eingriff wieder entferne ließen. 1945 berichtet ein Urologe, dass er synthetisch ein Gebräu herstellen konnte, welches zur Auflösung von Verkrustungen in der Harnblase dient. Dieses Gebräu wurde ursprünglich von den Bewohnern des Amazonasbeckens aus der Jenipapo-Frucht (Genipa americana) hergestellt und muss heiß getrunken werden. Es wird von den Einheimischen verwendet, wenn bei badenden Männern ein Candirú in die Harnröhre eingedrungen ist, damit sich das Skelett des Fisches auflöst. Ein chirurgisches Entfernen ist dann also nicht mehr notwendig.

### Wissenschaftliche Überprüfungen
Die Berichte der indigenen Bevölkerung ließen sich durch wissenschaftliche Untersuchungen nicht belegen.
Experimentell (in Aquarien) konnte nicht gezeigt werden, dass hämatophage Vandelliinae durch Ammoniak, Aminosäuren, frischen Schleim von Fischen oder menschlichen Urin angelockt werden konnten; dagegen scheinen sie sich bei der Verfolgung ihrer Opfer (Goldfische und Cichliden aus dem Amazonas) optisch zu orientieren.
Auch wenn einzelne der zugrunde liegenden Vorkommnisse nicht mit Sicherheit auszuschließen sind, konnte kein einziger Fall wissenschaftlich nachvollziehbar belegt werden. Eine Literaturrecherche der Berichte ergab, dass das Harnröhren-penetrierende Verhalten eine 200-jährige Legende der Amazonasbevölkerungen widerspiegelt, deren Wahrheitsgehalt kontrovers und wenig reproduzierbar erscheint.

## Arten
Derzeit anerkannte Gattungen und Arten der Unterfamilie Vandelliinae:
- Paracanthopoma Giltay, 1935
  - Paracanthopoma parva Giltay, 1935
- Paravandellia Miranda Ribeiro, 1912
  - Paravandellia oxyptera Miranda Ribeiro, 1912
  - Paravandellia phaneronema (Miles, 1943)
- Plectrochilus Miranda Ribeiro, 1917
  - Plectrochilus diabolicus (Myers, 1927)
  - Plectrochilus machadoi Miranda Ribeiro, 1917
  - Plectrochilus wieneri (Pellegrin, 1909)
- Vandellia Valenciennes in Cuvier & Valenciennes, 1846
  - Vandellia beccarii Di Caporiacco, 1935
  - Vandellia cirrhosa Valenciennes, 1846
  - Vandellia sanguinea Eigenmann, 1917

## Verwechslungen wegen des Namens
Die Bezeichnung „Harnröhrenwels“ wird irreführend auch für andere Vertreter der Familie der Schmerlenwelse verwendet, die durchsichtigen Vertreter der Gattung Tridensimilis. Die regional übliche Bezeichnung Candirú wird auch für einen Wels aus der Familie der Walwelse (Cetopsidae) benutzt, weshalb es in der Literatur häufig zu Verwechslungen kommt.

## Videos im Internet
- BBC auf YouTube: Horror story: Candiru – the Toothpick Fish